# Copa Federación de Santa Fe 2015
La Copa Federación 2015 fue la novena edición de esa competición oficial, organizada por la Federación Santafesina de Fútbol, en la que participan equipos representantes de las 19 ligas afiliadas a dicha federación.
Consagró campeón al Club Centro Social Sarmiento de Margarita, club afiliado a la Liga Verense de Fútbol, que logró de esta manera su primer título. Esta edición tuvo la particularidad de tener una final a tres partidos, debido a los incidentes en el partido de vuelta.

## Sistema de disputa
Los 16 equipos participantes disputaron una serie de eliminatorias a ida y vuelta, hasta consagrar al campeón. El torneo estuvo compuesto por cuatro etapas: octavos de final, cuartos de final, semifinales y final. Si una serie finalizó empatada en el global, se definió por penales.

## Equipos participantes
| Liga                                             | Equipo                                   | Ciudad                  | Departamento             |
| ------------------------------------------------ | ---------------------------------------- | ----------------------- | ------------------------ |
| Asociación Rosarina de Fútbol 1 equipo           | Pablo VI                                 | Rosario                 | Rosario                  |
| Liga Cañadense de Fútbol 1 equipo                | América                                  | Cañada de Gómez         | Iriondo                  |
| Liga Casildense de Fútbol Sin equipos            |                                          |                         |                          |
| Liga de Fútbol Regional del Sud 1 equipo         | Atlético Paz                             | Máximo Paz              | Constitución             |
| Liga Departamental de Fútbol San Martín 1 equipo | Juventud Unida                           | Cañada Rosquín          | San Martín               |
| Liga Deportiva del Sur Sin equipos               |                                          |                         |                          |
| Liga Esperancina de Fútbol 1 equipo              | Atlético Franck                          | Franck                  | Las Colonias             |
| Liga Galvense de Fútbol 2 equipos                | Jorge Newbery Santa Paula                | Gálvez                  | San Jerónimo             |
| Liga Interprovincial de Fútbol Sin equipos       |                                          |                         |                          |
| Liga Ocampense de Fútbol 1 equipo                | Ex Alumnos                               | San Antonio de Obligado | General Obligado         |
| Liga Rafaelina de Fútbol Sin equipos             |                                          |                         |                          |
| Liga Reconquistense de Fútbol 1 equipo           | Romang FC                                | Romang                  | San Javier               |
| Liga Regional Ceresina de Fútbol 1 equipo        | San Lorenzo de Ambrosetti                | Ambrosetti              | San Cristóbal            |
| Liga Regional Paivense de Fútbol Sin equipos     |                                          |                         |                          |
| Liga Regional Sanlorencina de Fútbol 2 equipos   | Alba Argentina Defensores de Barrio Vila | Maciel San Lorenzo      | San Jerónimo San Lorenzo |
| Liga Regional Totorense de Fútbol 1 equipo       | Totoras Juniors                          | Totoras                 | Iriondo                  |
| Liga Santafesina de Fútbol 2 equipos             | Cosmos Deportivo El Pozo                 | Santa Fe                | La Capital               |
| Liga Venadense de Fútbol Sin equipos             |                                          |                         |                          |
| Liga Verense de Fútbol 1 equipo                  | Sarmiento Margarita                      | Margarita               | Vera                     |

## Fase eliminatoria

### Cuadro de desarrollo
|  | Octavos de final            | Octavos de final            | Octavos de final            | Octavos de final            |   |                          | Cuartos de final   | Cuartos de final   | Cuartos de final   | Cuartos de final   |  |                     | Semifinales                 | Semifinales                 | Semifinales                 | Semifinales                 |  |                     | Final                   | Final                   | Final                   | Final                   |  |
|  | 23 de enero al 2 de febrero | 23 de enero al 2 de febrero | 23 de enero al 2 de febrero | 23 de enero al 2 de febrero |   |                          | 7 al 15 de febrero | 7 al 15 de febrero | 7 al 15 de febrero | 7 al 15 de febrero |  |                     | 22 de febrero al 1 de marzo | 22 de febrero al 1 de marzo | 22 de febrero al 1 de marzo | 22 de febrero al 1 de marzo |  |                     | 8 de marzo y 2 de abril | 8 de marzo y 2 de abril | 8 de marzo y 2 de abril | 8 de marzo y 2 de abril |  |
|  |                             |                             |                             |                             |   |                          |                    |                    |                    |                    |  |                     |                             |                             |                             |                             |  |                     |                         |                         |                         |                         |  |
|  |                             |                             |                             |                             |   |                          |                    |                    |                    |                    |  |                     |                             |                             |                             |                             |  |                     |                         |                         |                         |                         |  |
|  | Romang FC                   | 2                           | 1                           | 3                           |   |                          |                    |                    |                    |                    |  |                     |                             |                             |                             |                             |  |                     |                         |                         |                         |                         |  |
|  | Romang FC                   | 2                           | 1                           | 3                           |   |                          |                    |                    |                    |                    |  |                     |                             |                             |                             |                             |  |                     |                         |                         |                         |                         |  |
|  | Ex Alumnos (SAO)            | 3                           | 3                           | 6                           |   |                          |                    |                    |                    |                    |  |                     |                             |                             |                             |                             |  |                     |                         |                         |                         |                         |  |
|  | Ex Alumnos (SAO)            | 3                           | 3                           | 6                           |   | Sarmiento Margarita (p.) | 3                  | 2                  | 5 (4)              |                    |  |                     |                             |                             |                             |                             |  |                     |                         |                         |                         |                         |  |
|  |                             |                             |                             |                             |   | Sarmiento Margarita (p.) | 3                  | 2                  | 5 (4)              |                    |  |                     |                             |                             |                             |                             |  |                     |                         |                         |                         |                         |  |
|  |                             |                             | Ex Alumnos (SAO)            | 3                           | 2 | 5 (2)                    |                    |                    |                    |                    |  |                     |                             |                             |                             |                             |  |                     |                         |                         |                         |                         |  |
|  | San Lorenzo de Ambrosetti   | 0                           | Ex Alumnos (SAO)            | 3                           | 2 | 5 (2)                    | 1                  | 1                  |                    |                    |  |                     |                             |                             |                             |                             |  |                     |                         |                         |                         |                         |  |
|  | San Lorenzo de Ambrosetti   | 0                           |                             |                             |   |                          |                    |                    |                    |                    |  |                     |                             |                             |                             |                             |  |                     |                         |                         |                         |                         |  |
|  | Sarmiento Margarita         | 1                           | 1                           | 2                           |   |                          |                    |                    |                    |                    |  |                     |                             |                             |                             |                             |  |                     |                         |                         |                         |                         |  |
|  | Sarmiento Margarita         | 1                           | 1                           | 2                           |   |                          |                    |                    |                    |                    |  | Sarmiento Margarita | 3                           | 1                           | 4                           |                             |  |                     |                         |                         |                         |                         |  |
|  |                             |                             |                             |                             |   |                          |                    |                    |                    |                    |  | Sarmiento Margarita | 3                           | 1                           | 4                           |                             |  |                     |                         |                         |                         |                         |  |
|  |                             |                             | Deportivo El Pozo           | 2                           | 1 | 3                        |                    |                    |                    |                    |  |                     |                             |                             |                             |                             |  |                     |                         |                         |                         |                         |  |
|  | Atlético Franck             | 0                           | Deportivo El Pozo           | 2                           | 1 | 3                        | 1                  | 1 (2)              |                    |                    |  |                     |                             |                             |                             |                             |  |                     |                         |                         |                         |                         |  |
|  | Atlético Franck             | 0                           |                             |                             |   |                          |                    |                    |                    |                    |  |                     |                             |                             |                             |                             |  |                     |                         |                         |                         |                         |  |
|  | Cosmos (SF) (p.)            | 1                           | 0                           | 1 (3)                       |   |                          |                    |                    |                    |                    |  |                     |                             |                             |                             |                             |  |                     |                         |                         |                         |                         |  |
|  | Cosmos (SF) (p.)            | 1                           | 0                           | 1 (3)                       |   | Cosmos (SF)              | 1                  | 0                  | 1                  |                    |  |                     |                             |                             |                             |                             |  |                     |                         |                         |                         |                         |  |
|  |                             |                             |                             |                             |   | Cosmos (SF)              | 1                  | 0                  | 1                  |                    |  |                     |                             |                             |                             |                             |  |                     |                         |                         |                         |                         |  |
|  |                             |                             | Deportivo El Pozo           | 2                           | 2 | 4                        |                    |                    |                    |                    |  |                     |                             |                             |                             |                             |  |                     |                         |                         |                         |                         |  |
|  | Deportivo El Pozo (w/o.)    | 1                           | Deportivo El Pozo           | 2                           | 2 | 4                        | -                  | -                  |                    |                    |  |                     |                             |                             |                             |                             |  |                     |                         |                         |                         |                         |  |
|  | Deportivo El Pozo (w/o.)    | 1                           |                             |                             |   |                          |                    |                    |                    |                    |  |                     |                             |                             |                             |                             |  |                     |                         |                         |                         |                         |  |
|  | Pablo VI (R)                | 0                           | -                           | -                           |   |                          |                    |                    |                    |                    |  |                     |                             |                             |                             |                             |  |                     |                         |                         |                         |                         |  |
|  | Pablo VI (R)                | 0                           | -                           | -                           |   |                          |                    |                    |                    |                    |  |                     |                             |                             |                             |                             |  | Sarmiento Margarita | 0                       | 1                       | 3                       |                         |  |
|  |                             |                             |                             |                             |   |                          |                    |                    |                    |                    |  |                     |                             |                             |                             |                             |  | Sarmiento Margarita | 0                       | 1                       | 3                       |                         |  |
|  |                             |                             | Juventud Unida (CR)         | 1                           | 0 | 0                        |                    |                    |                    |                    |  |                     |                             |                             |                             |                             |  |                     |                         |                         |                         |                         |  |
|  | Santa Paula (G)             | 1                           | Juventud Unida (CR)         | 1                           | 0 | 0                        | 4                  | 5                  |                    |                    |  |                     |                             |                             |                             |                             |  |                     |                         |                         |                         |                         |  |
|  | Santa Paula (G)             | 1                           |                             |                             |   |                          |                    |                    |                    |                    |  |                     |                             |                             |                             |                             |  |                     |                         |                         |                         |                         |  |
|  | América (CdG)               | 1                           | 0                           | 1                           |   |                          |                    |                    |                    |                    |  |                     |                             |                             |                             |                             |  |                     |                         |                         |                         |                         |  |
|  | América (CdG)               | 1                           | 0                           | 1                           |   | Santa Paula (G)          | 2                  | 1                  | 3                  |                    |  |                     |                             |                             |                             |                             |  |                     |                         |                         |                         |                         |  |
|  |                             |                             |                             |                             |   | Santa Paula (G)          | 2                  | 1                  | 3                  |                    |  |                     |                             |                             |                             |                             |  |                     |                         |                         |                         |                         |  |
|  |                             |                             | Juventud Unida (CR)         | 2                           | 3 | 5                        |                    |                    |                    |                    |  |                     |                             |                             |                             |                             |  |                     |                         |                         |                         |                         |  |
|  | Juventud Unida (CR) (p.)    | 0                           | Juventud Unida (CR)         | 2                           | 3 | 5                        | 4                  | 4 (3)              |                    |                    |  |                     |                             |                             |                             |                             |  |                     |                         |                         |                         |                         |  |
|  | Juventud Unida (CR) (p.)    | 0                           |                             |                             |   |                          |                    |                    |                    |                    |  |                     |                             |                             |                             |                             |  |                     |                         |                         |                         |                         |  |
|  | Jorge Newbery (G)           | 2                           | 2                           | 4 (0)                       |   |                          |                    |                    |                    |                    |  |                     |                             |                             |                             |                             |  |                     |                         |                         |                         |                         |  |
|  | Jorge Newbery (G)           | 2                           | 2                           | 4 (0)                       |   |                          |                    |                    |                    |                    |  | Alba Argentina (M)  | 2                           | 0                           | 2                           |                             |  |                     |                         |                         |                         |                         |  |
|  |                             |                             |                             |                             |   |                          |                    |                    |                    |                    |  | Alba Argentina (M)  | 2                           | 0                           | 2                           |                             |  |                     |                         |                         |                         |                         |  |
|  |                             |                             | Juventud Unida (CR)         | 3                           | 0 | 3                        |                    |                    |                    |                    |  |                     |                             |                             |                             |                             |  |                     |                         |                         |                         |                         |  |
|  | Totoras Juniors             | 0                           | Juventud Unida (CR)         | 3                           | 0 | 3                        | 0                  | 0                  |                    |                    |  |                     |                             |                             |                             |                             |  |                     |                         |                         |                         |                         |  |
|  | Totoras Juniors             | 0                           |                             |                             |   |                          |                    |                    |                    |                    |  |                     |                             |                             |                             |                             |  |                     |                         |                         |                         |                         |  |
|  | Alba Argentina (M)          | 1                           | 2                           | 3                           |   |                          |                    |                    |                    |                    |  |                     |                             |                             |                             |                             |  |                     |                         |                         |                         |                         |  |
|  | Alba Argentina (M)          | 1                           | 2                           | 3                           |   | Alba Argentina (M) (p.)  | 2                  | 1                  | 3 (4)              |                    |  |                     |                             |                             |                             |                             |  |                     |                         |                         |                         |                         |  |
|  |                             |                             |                             |                             |   | Alba Argentina (M) (p.)  | 2                  | 1                  | 3 (4)              |                    |  |                     |                             |                             |                             |                             |  |                     |                         |                         |                         |                         |  |
|  |                             |                             | Defensores de Barrio Vila   | 1                           | 2 | 3 (2)                    |                    |                    |                    |                    |  |                     |                             |                             |                             |                             |  |                     |                         |                         |                         |                         |  |
|  | Defensores de Barrio Vila   | 2                           | Defensores de Barrio Vila   | 1                           | 2 | 3 (2)                    | 5                  | 7                  |                    |                    |  |                     |                             |                             |                             |                             |  |                     |                         |                         |                         |                         |  |
|  | Defensores de Barrio Vila   | 2                           |                             |                             |   |                          |                    |                    |                    |                    |  |                     |                             |                             |                             |                             |  |                     |                         |                         |                         |                         |  |
|  | Atlético Paz (MP)           | 0                           | 0                           | 0                           |   |                          |                    |                    |                    |                    |  |                     |                             |                             |                             |                             |  |                     |                         |                         |                         |                         |  |
|  | Atlético Paz (MP)           | 0                           | 0                           | 0                           |   |                          |                    |                    |                    |                    |  |                     |                             |                             |                             |                             |  |                     |                         |                         |                         |                         |  |
|  |                             |                             |                             |                             |   |                          |                    |                    |                    |                    |  |                     |                             |                             |                             |                             |  |                     |                         |                         |                         |                         |  |

- Nota: En cada llave, el equipo que ocupa la primera línea es el que define la serie como local.

### Octavos de final
| Fechas                     | Local en la ida               | Global       | Local en la vuelta          | Ida | Vuelta |
| -------------------------- | ----------------------------- | ------------ | --------------------------- | --- | ------ |
| 25 de enero y 1 de febrero | Ex Alumnos (S.A. de Obligado) | 6:3          | Romang FC                   | 3:2 | 3:1    |
| 25 de enero y 1 de febrero | Sarmiento Margarita           | 2:1          | San Lorenzo de Ambrosetti   | 1:0 | 1:1    |
| 25 de enero y 1 de febrero | Cosmos (Santa Fe)             | 1:1 (3:2 p.) | Atlético Franck             | 1:0 | 0:1    |
| 25 de enero                | Pablo VI (Rosario)            | w/o.         | Deportivo El Pozo           | 0:1 | -:-    |
| 25 y 30 de enero           | América (Cañada de Gómez)     | 1:5          | Santa Paula (Gálvez)        | 1:1 | 0:4    |
| 23 y 30 de enero           | Jorge Newbery (Gálvez)        | 4:4 (0:3 p.) | Juventud Unida (C. Rosquín) | 2:0 | 2:4    |
| 25 de enero y 1 de febrero | Alba Argentina (Maciel)       | 3:0          | Totoras Juniors             | 1:0 | 2:0    |
| 30 de enero y 2 de febrero | Atlético Paz (Máximo Paz)     | 0:7          | Defensores de Barrio Vila   | 0:2 | 0:5    |

### Cuartos de final
| Fechas            | Local en la ida               | Global       | Local en la vuelta      | Ida | Vuelta |
| ----------------- | ----------------------------- | ------------ | ----------------------- | --- | ------ |
| 7 y 15 de febrero | Ex Alumnos (S.A. de Obligado) | 5:5 (2:4 p.) | Sarmiento Margarita     | 3:3 | 2:2    |
| 8 y 15 de febrero | Deportivo El Pozo             | 4:1          | Cosmos (Santa Fe)       | 2:1 | 2:0    |
| 8 y 13 de febrero | Juventud Unida (C. Rosquín)   | 5:3          | Santa Paula (Gálvez)    | 2:2 | 3:1    |
| 8 y 15 de febrero | Defensores de Barrio Vila     | 3:3 (2:4 p.) | Alba Argentina (Maciel) | 1:2 | 2:1    |

### Semifinales
| Fechas                     | Local en la ida             | Global | Local en la vuelta      | Ida | Vuelta |
| -------------------------- | --------------------------- | ------ | ----------------------- | --- | ------ |
| 22 de febrero y 1 de marzo | Deportivo El Pozo           | 3:4    | Sarmiento Margarita     | 2:3 | 1:1    |
| 22 y 28 de febrero         | Juventud Unida (C. Rosquín) | 3:2    | Alba Argentina (Maciel) | 3:2 | 0:0    |

### Final
El partido de vuelta de la final fue suspendido a los 80' tras una agresión a la terna arbitral por parte del conjunto y la parcialidad visitante, producida luego de que el árbitro principal sancionara un penal a favor de Sarmiento Margarita. Hasta ese momento, el encuentro estaba 1-2 a favor de los de Cañada Rosquín, que recibieron tres expulsiones sucesivas.
El Tribunal Disciplinario de la Federación Santafesina de Fútbol le dio por ganado el partido al local por 1-0, impuso una multa y ratificó las sanciones para los jugadores del equipo rosquinense, y determinó la disputa de un tercer enfrentamiento definitorio en cancha neutral. El partido desempate se llevó a cabo en la ciudad de Santa Fe, donde se impuso Sarmiento Margarita con un marcador de 3-0.

#### Ida y vuelta
| Fechas          | Local en la ida             | Global | Local en la vuelta  | Ida | Vuelta |
| --------------- | --------------------------- | ------ | ------------------- | --- | ------ |
| 8 y 15 de marzo | Juventud Unida (C. Rosquín) | 1:1    | Sarmiento Margarita | 1:0 | 0:1    |

#### Partido desempate
| Fecha      | Equipo 1            | Global | Equipo 2                    |  |  |
| ---------- | ------------------- | ------ | --------------------------- |  |  |
| 2 de abril | Sarmiento Margarita | 3:0    | Juventud Unida (C. Rosquín) |  |  |

- Nota: El partido se llevó a cabo en la ciudad de Santa Fe.

|                                         |
|                                         |
| Campeón Sarmiento Margarita 1.er título |